# Phyllanthus flagellaris
Phyllanthus flagellaris là một loài thực vật có hoa trong họ Diệp hạ châu. Loài này được Benth. miêu tả khoa học đầu tiên năm 1873.